# ArianeGroup
ArianeGroup, nota in precedenza come Airbus Safran Launchers, è una joint venture della compagnia europea Airbus e del gruppo francese Safran, con tre settori di interesse: aerospazio (sistemi di propulsione orbitale ed equipaggiamento), difesa e sicurezza, con l'obiettivo di sviluppare e in seguito produrre l'Ariane 6. La compagnia è stata fondata il 1º gennaio 2015 con sede in Issy-les-Moulineux, vicino a Parigi.
L'amministratore delegato della compagnia è Alain Charmeau, il presidente del consiglio di amministrazione è Marc Ventre.
Le sedi della compagnia si trovano a Issy-les-Moulineaux, Saint-Médard-en-Jalles, Kourou (centro spaziale), Vernon, Le Haillan e Les Mureaux in Francia ma anche a Lampoldshausen, Bremen e Ottobrunn in Germania.

## Prodotti

### Lanciatori Ariane
ArianeGroup è il primo appaltatore per la produzione del lanciatore spaziale Ariane 5 e offre i servizi commerciali per il lancio attraverso la sua sussidiaria Arianespace.
Nel 2015 l'Agenzia Spaziale Europea ha nominato ArianeGroup il principale appaltatore per lo sviluppo del vettore di nuova generazione Ariane 6.

### Missili balistici
Dal 2016 la joint venture si occupa dell'upgrade del missile balistico M51 alla versione M51.3 per la marina francese.

### Sistemi di propulsione orbitale
Il Centro di Propulsione Orbitale, una divisione dell'ArianeGroup, si trova in Lampoldshausen, Germania. La sede di Lampoldshausen è il centro europeo dell'eccellenza nel campo della propulsione di navicelle. La maggior parte dei satelliti dell'ESA e dei velivoli spaziali vola con propulsori o componenti prodotti proprio a Lampoldshausen.
Il centro fornisce sistemi di propulsione completi, sottosistemi e parti di componenti per satelliti, navicelle spaziali, sonde interplanetarie, veicoli per il rientro, e velicoli per il rifornimento della Stazione Spaziale internazionale e attualmente per il Modulo di Servizio della capsula Orion della NASA.